# 王溫 (成化進士)
王溫，字景和，山東濟南府長清縣人，民籍，明朝政治人物。同進士出身。

## 生平
早年出身國子生，山東鄉試第六十四名。成化十四年（1478年）戊戌科會試第二百四十一名，殿試登進士第三甲第一百九十四名。歷官山西襄垣縣知縣。

## 家族
曾祖父王子新，曾任元御史中丞。祖父王整。父亲王傑，曾任知縣。